# Каргино (Ульяновская область)
Каргино — село в Вешкаймском районе Ульяновской области России. Является административным центром Каргинского сельского поселения.

## География
Село расположено в северо-западной части Ульяновской области, в зоне лесостепи, относящейся к Приволжской возвышенности. Находится на берегах реки Туармы, недалеко от места впадения в неё реки Белый Ключ (также упоминается речка Чёрная в некоторых источниках). Село удалено примерно на 13 километров по прямой к юго-юго-западу от рабочего посёлка Вешкайма, который является административным центром района. Абсолютная высота населённого пункта составляет 169 метров над уровнем моря.
Климат
Климат характеризуется как умеренно континентальный, с тёплым летом и умеренно холодной зимой. Средняя температура воздуха самого тёплого месяца (июля) — 20,4 °C (абсолютный максимум — 38 °C); самого холодного (января) — −14 °C (абсолютный минимум — −48 °C). Среднегодовое количество атмосферных осадков составляет 395—521 мм. Снежный покров образуется в конце ноября и держится в течение 128 дней.
Часовой пояс
Село Каргино, как и вся Ульяновская область, находится в часовой зоне МСК+1. Смещение применяемого времени относительно UTC составляет +4:00.

## Название
В основе современного названия села лежит фамилия. В XVIII веке поселение первоначально называлось Средней Туармой благодаря своему расположению в среднем течении реки Туарма. Наименование самой реки предположительно происходит от чувашских слов «ту» (гора) и «вар» (долина, низина).
В состав села Каргино вошла его западная часть — бывшее самостоятельное село Сурки, присоединённое в 1992 году. Также на территории Каргино находится несколько домов бывшей деревни Карпаты.

## История
Село было основано в XVIII веке. По состоянию на 1859 год, часть жителей принадлежала помещикам, а другая являлась удельными крестьянами императорской семьи. Тогда в поселении (упоминается как Сурки / Белый Ключ) насчитывалось 93 двора и 751 житель.
В 1854 году в селе Сурки (ныне часть Каргино) помещиком Дурасовым был возведён деревянный храм, освящённый во имя Архистратига Божия Михаила. После отмены крепостного права в 1861 году прежнее единство поселения утратилось, и оно фактически разделилось. В 1863 году крестьяне села, тогда известного как Средняя Туарма (Каргино), на собственные средства построили новую церковь, посвящённую чудотворцу Николаю и Казанской иконе Богоматери. Часовня в деревне Безводной, упомянутая в источниках 1900 года, была построена в 1768 году на месте прежней церкви.
В 1863 году в селе открылась школа, изначально размещавшаяся в помещении волостного правления и содержавшаяся за счёт сбора с крестьян (по 15 копеек с домовладельца). Обучение 18 русских и 17 чувашских мальчиков вёл приходской священник. Спустя двадцать лет на средства крестьян для школы было возведено отдельное здание с общежитием для учеников. Церковно-приходская школа начала действовать с 1900 года.
Образованная в 1861 году Каргинская волость являлась значительной административной единицей Карсунского уезда. Согласно данным за 1897 год, в её состав входили шесть сёл, шесть деревень, два хутора, а также девять помещичьих усадеб, при которых действовали кирпичный завод, спичечная фабрика, ферма и четырнадцать мельниц. К началу XX века село было разделено на два «общества» (общины): крестьян бывшего помещика Герасимова и бывших удельных крестьян. Положение бывших помещичьих крестьян было более тяжёлым, что стало одной из причин их активного участия в волнениях 1905 года, сурово подавленных властями. В 1906 году произошёл новый всплеск крестьянских выступлений, для усмирения которых привлекались войска. К 1911 году крестьяне владели 1629 десятинами земли; у бывших удельных крестьян в среднем приходилось 6,5 десятины на двор, тогда как у бывших помещичьих — около 4 десятин (включая арендованную землю).
К 1913 году в Каргине функционировали деревянная Николаевская церковь, волостное правление, школа, торговые лавки, две общественные мельницы, а также усадьба и мельница помещицы Л. Д. Герасимовой. По понедельникам проводились базары.
События 1917 года вновь отметились волнениями среди бывших помещичьих крестьян Герасимовой. Весной 1919 года село было затронуто «чапанным восстанием», направленным против большевиков.
Начало коллективизации в 1930 году привело к созданию колхоза «Крестьянин», в который первоначально вошли 13 семей. К следующему году к нему присоединилось уже более половины крестьянских хозяйств села. Был также организован колхоз «Знамя труда».
В 1935 году Каргинский сельсовет был передан в состав Вешкаймского района.
В годы Великой Отечественной войны (1941—1945) на фронт ушло множество жителей села, 168 из которых не вернулись домой. Оставшиеся женщины, старики и дети несли основную тяжесть сельскохозяйственных работ. Районная газета «Путь Октября» в августе 1942 года отмечала успешную работу колхоза «Крестьянин», в частности, бесперебойную молотьбу на молотилке, работавшей от водной энергии, и ударный труд полеводческих бригад. Активную помощь взрослым оказывали учащиеся Каргинской школы, работая на полях и собирая средства в Фонд обороны.
В послевоенный период произошло укрупнение сельскохозяйственных предприятий. В 1952 году каргинские и ряд других колхозов объединились в крупное хозяйство имени ХХ партсъезда. В 1959 году произошло второе укрупнение, включившее колхозы имени ХХ партсъезда, имени Чапаева и Ленинский Ключи. Новому объединённому колхозу было присвоено имя С. М. Кирова, и его центральная усадьба расположилась в Каргине. К 1985 году колхоз имени Кирова располагал значительными земельными угодьями (8405 га, включая 6655 га под зерновыми) и добивался высоких показателей урожайности и поголовья скота.
В 1996 году село оставалось центром сельскохозяйственного производственного кооператива имени Кирова. Однако в 2003 году кооператив был ликвидирован, а на его место пришла частная «Поволжская агрокомпания».
В 2021 году село Каргино стало победителем регионального конкурса «Самая красивая деревня Ульяновской области».

## Население
| 2010 |
| ---- |
| 750  |

Динамика численности населения села:
- 1859 год — 751 житель в 93 дворах[10].
- 1913 год — 1385 жителей в 300 дворах.
- 1996 год — 1221 житель.
- 2014 год — 701 житель.

Национальный состав
Согласно данным переписи 2002 года, среди 988 жителей села русские составляли 75 %. Среди населения также представлены чуваши.

## Инфраструктура
На сегодняшний день в селе функционируют несколько фермерских хозяйств, специализирующихся на производстве зерна, мяса и овощей. В Каргине действуют средняя школа (по данным на 2021 год — 152 ученика и 24 учителя), детский сад (33 ребёнка и 4 воспитателя), Дом культуры, библиотека, киноустановка. Медицинское обслуживание обеспечивает фельдшерско-акушерский пункт, имеется почтовое отделение связи. Работают четыре частные торговые точки.

## Достопримечательности и памятные места
На территории села или в его окрестностях расположены:
- Часовня во имя Николая Чудотворца.
- Сельский пруд, являющийся популярным местом отдыха[4].
- Курганная группа, предположительно относящаяся к бронзовому веку, расположенная в двух километрах от села[4].
- Места обнаружения средневековых артефактов — ножей и сосудов[4].
- Памятник-обелиск в память о жителях села, не вернувшихся с Великой Отечественной войны[4].
- Обелиск на кладбище, посвящённый жертвам «чапанного восстания»[4].

Существует предание, записанное симбирским писателем И. Н. Юркиным, согласно которому предкам каргинцев — Карабаю Кастрову и его спутникам — за верную службу царю была пожалована земля, где ныне находится Ульяновск. Однако, согласно легенде, на новом месте им снились кошмары, и они выбрали для жительства другое место среди лесов и гор.

## Известные уроженцы и жители
Среди уроженцев и жителей села Каргино — ряд выдающихся личностей, оставивших след в истории, науке, культуре и производстве:
- Лощёнин М. И. — уроженец села, активный участник восстания сапёров в Ташкенте в 1912 году[4].
- Никоноренко Н. А. — многолетний председатель колхоза имени Кирова (18 лет руководства), сумевший превратить хозяйство в высокорентабельное, активно занимался улучшением быта сельчан (строительство жилья, школы, детского сада, Дома культуры, административных и производственных зданий, дорог). Награждён орденом Трудового Красного Знамени, двумя орденами «Знак Почёта», удостоен званий «Заслуженный работник сельского хозяйства РСФСР», Почётный гражданин Ульяновской области (с 2008 года) и Почётный гражданин Вешкаймского района[4][15]. В селе установлена мемориальная доска в его честь[4].
- Иванов К. Н. — уроженец села, генерал-лейтенант, занимал должность главного технолога Федерального управления по безопасному хранению и уничтожению химического оружия в городе Шиханы Саратовской области[4].
- Кадушкин А. Н. — стал профессором, преподавал в Мурманском педагогическом институте, позднее вернулся в родное село[4].
- Макеев А. Ф. — уроженец села, член-корреспондент Российской академии естественных наук, краевед[4].
- Степанов Ю. Н. — уроженец села, в течение нескольких лет возглавлял администрацию Вешкаймского района[4].
- Елисеев В. В. — с 1962 по 1974 годы работал директором сельской школы. Является Заслуженным учителем Российской Федерации, профессором Ульяновского института повышения квалификации работников образования[4].
- Ряд других заслуженных учителей (в т.ч. Тубакина Г. А. и Степанова О. А.), доцентов (в т.ч. Никонов Л. А. и Соловьёв А. Ф.) и передовиков производства, награждённых высокими правительственными наградами (среди них трактористы Д. С. Аршинов, А. Г. Баландаев, Н. Я. Семиндейкин; комбайнеры Г. И. Ермошин, Е. П. Карсунцев; доярки Л. В. Макаровой, М. С. Мишаниной, М. А. Портновой; колхозница А. В. Никонорова)[4].
- Поэтесса, автор нескольких сборников Лощенина Ю. Б. — среди выпускников школы[4].
- Актёр московского театра «Проспект Вернадского–13» Кузин В. А. — среди выпускников школы[4].
- С селом связаны имена чувашского просветителя И. Я. Яковлева, писателя И. Н. Юркина и профессора УлГПУ Каталымова Л. Л.[4].